# لغة شنغهاي
لغة شنغهاي، والمعروفة أيضًا بلهجة شنغهاي هي مجموعة متنوعة من وو الصينية المستخدمة في المناطق المركزية لمدينة شنغهاي والمناطق المحيطة بها. تم تصنيفها كجزء من عائلة اللغات الصينية التبتية.
لغة شانغهاي، مثل بقية مجموعة لغات وو، غير مفهومة بشكل متبادل مع الأنواع الأخرى من اللغة الصينية، مثل الماندرين. 
ينتمي سكان شنغهاي إلى تايهو وو. وهناك ما يقرب من 14 مليون متحدث بها.
تعد لغة شانغهاي أكبر شكل من أشكال لغة وو الصينية. ومنذ أواخر القرن التاسع عشر، كانت بمثابة لغة مشتركة لمنطقة دلتا نهر اليانغتسى بأكملها، ولكن في العقود الأخيرة تراجعت مكانتها مقارنة بلغة الماندرين، والتي يمكن لمعظم المتحدثين في شنغهاي التحدث بها. 

## لمحة تاريخية
تأثرت شنغهاي باللغات التي تم التحدث بها حول جياشينغ، ثم سوتشو خلال عهد أسرة تشينغ . الأدب السوتشوني، تشوانكي، تانسي، والأغاني الشعبية كلها أثرت على سكان شنغهاي الأوائل.
خلال خمسينيات القرن التاسع عشر، تم افتتاح ميناء شنغهاي، ودخل المدينة عدد كبير من المهاجرين. أدى هذا إلى ظهور العديد من الكلمات المستعارة من الغرب والشرق، خاصة من لغة نينغبون، وبالإنجليزية مثل اللغة الكانتونية في هونغ كونغ.
"المتحدثون بلهجات وو الأخرى ينظرون بازدراء إلى لغة شنغهاي العامية باعتبارها مزيجًا من لهجات سوتشو ونينغبو". 
صارت لغة شانغهاي واحدة من أسرع اللغات نموًا في مجموعة وو الصينية الفرعية، حيث شهدت تغيرات سريعة وحلت محل لغة سوتشو بسرعة باعتبارها اللهجة المرموقة لمنطقة دلتا نهر اليانغتسى. وقد شهدت نموًا مستدامًا وصل إلى ذروته في الثلاثينيات خلال العصر الجمهوري، عندما وصل المهاجرون إلى شنغهاي وانغمسوا في اللغة المحلية. جلب المهاجرون من شنغهاي أيضًا سكان شنغهاي إلى العديد من المجتمعات الصينية في الخارج. اعتبارًا من عام 2016، لا يزال 83400 شخص في هونغ كونغ قادرين على التحدث باللغة شنغهاي. 
لا يتمتع المهاجرون الذين ينتقلون من مدن صينية أخرى إلى شنغهاي بالقدرة على التحدث باللغة شنغهاي.
بعد أن فرضت حكومة جمهورية الصين الشعبية اللغة الصينية القياسية وروجت لها باعتبارها اللغة الرسمية لكل الصين، بدأت لغة شانغهاي في التراجع. خلال الإصلاح الاقتصادي الصيني عام 1978، استقبل سكان شانغهاي مرة أخرى عددًا كبيرًا من المهاجرين. نظرًا لأهمية لغة الماندرين القياسية، لم يعد تعلم لغة شانغهاي ضروريًا للمهاجرين. ومع ذلك، ظل سكان شنغهاي جزءًا حيويًا من ثقافة المدينة واحتفظوا بمكانتها المرموقة بين السكان المحليين. في التسعينيات، كان لا يزال من الشائع أن تكون البث الإذاعي والتلفزيوني المحلي في شنغهاي بلغتهم لكن منذ عام 1992 فصاعدًا، تم تثبيط استخدام لغة شانغهاي في المدارس، ولم يعد العديد من الأطفال الأصليين في شنغهاي قادرين على التحدث بلغة شانغهاي.  بالإضافة إلى ذلك، أدى ظهور شنغهاي كمدينة عالمية إلى تعزيز مكانة لغة الماندرين باعتبارها اللغة القياسية للأعمال والخدمات، على حساب اللغة المحلية. 

## كتابة
غالبًا ما تستخدم الأحرف الصينية لكتابة لغة شنغهاي. على الرغم من عدم وجود معايير رسمية، إلا أن هناك أحرفًا يوصى باستخدامها، وتعتمد في الغالب على القواميس.  ومع ذلك، غالبًا ما تتم كتابة لغة شانغهاي بشكل غير رسمي باستخدام لغة شانغهاي أو حتى لغة الماندرين القياسية شبه المتجانسة .

## أنظر أيضا
- شعب شنغهاي
- هايباي
- وو الصينية
  - سوتشونيز
  - هانغتشو
  - نينغبونيز
- قائمة الأصناف الصينية
- الحي الصيني، فلاشينغ